# Stien Kaiser
Christina Wilhelmina (Stien) Kaiser (Delft, 20 mei 1938 – 23 juni 2022) was een Nederlands schaatskampioene. Tijdens het laatste deel van haar carrière reed zij als Stien Baas-Kaiser.

## Loopbaan
Stien Kaiser was een laatbloeier. Zij schaatste in het team van het Gewest Zuid-Holland van trainer Piet Zwanenburg. Toen deze voorstelde haar mee te nemen naar een trainingskamp in Noorwegen, werd dat door de KNSB afgewimpeld omdat ze "al vijfentwintig" was.
In de jaren zestig en zeventig behaalde zij desondanks een imposante reeks resultaten. Haar eerste podiumplaats, tevens de eerste Nederlandse bij het WK Allround, haalde zij in 1965, toen ze ondanks een knieblessure brons won op het WK Allround. Zij werd tweemaal wereldkampioene. Op het WK van 1967 won zij in Deventer drie afstanden en had ze een voorsprong van vier punten in het eindklassement. Dat jaar werd zij gekozen tot Sportvrouw van het jaar. Op het WK van 1968 in Helsinki prolongeerde zij haar titel; landgenotes Ans Schut en Carry Geijssen werden tweede en derde.
Op de Olympische Winterspelen van dat jaar won zij twee bronzen medailles. Op de Spelen van 1972 in Sapporo won zij de gouden medaille op de 3000 meter. Haar voorsprong op de nummer twee, Dianne Holum, van 6,53 seconden is nog altijd de grootste in de geschiedenis van het Olympische damesschaatsen. Ook won zij een zilveren medaille op de 1500 meter. Haar vier olympische medailles verkocht zij wegens geldnood.
Aan de Europese kampioenschappen nam zij drie keer deel. Op het EK van 1970 werd zij tweede, op het EK van 1971 zevende en bij haar laatste deelname op het EK van 1972 eindigde zij als elfde. Ook aan de WK Sprint nam ze drie keer deel, in 1970, '71 en '72.
Stien Kaiser werd zesmaal Nederlands kampioene allround; een record sinds 1971. Zij reed negen wereldrecords op de lange en middellange afstanden en de vierkamp. Aan haar acht deelnames aan het WK Allround hield ze 21 afstandsmedailles over (8-11-2). Alle acht keer veroverde ze op de 1500 en 3000 meter een medaille; op de 1000 meter behaalde ze er vijf en één veroverde ze op de 500 meter. Aan haar drie EK deelnames hield ze vier afstandsmedailles over (0-3-1). In 1970 zilver op de 1500 en 3000 meter, in 1971 zilver op de 1500 en brons op de 3000 meter. Op de WK Sprint won ze in 1971 de zilveren medaille op de 1e 1000 meter en in 1972 de bronzen medaille op de 2e 1000 meter.

## Privéleven
Kaiser trouwde in 1971. Haar echtgenoot was onderwijzer. Ze kregen samen twee dochters. Later kwam het tot een echtscheiding. Ze was een nichtje van schaatser en schaatscoach Kees Broekman wiens oudere zus Hendrika Wilhelmina Broekman de moeder van Kaiser was.
Kaiser overleed in 2022 op 84-jarige leeftijd. Ze leed al langere tijd aan longfibrose.

## Trivia
- In 1963 was Stien Kaiser een van de deelneemsters aan de barre Twaalfde Elfstedentocht, in gezelschap van Minke van der Ploeg-Posthumus en Aukje Huijsman-Alkema. Ze haalde de finish niet en moest in Franeker van het ijs.[6] In 1997 reed zij wel met succes de vijftiende Elfstedentocht uit.[7]
- Deze schaatsster stond destijds bekend als de schaatsende politieagente, die tijdens het sporten gebruik maakte van een voor die tijd nog vrij nieuw fenomeen: contactlenzen.

## Records

### Persoonlijke records
| Afstand    | Tijd   | Datum           | Baan       |
| ---------- | ------ | --------------- | ---------- |
| 500 meter  | 44,81  | 4 maart 1972    | Heerenveen |
| 1000 meter | 1.29,0 | 16 januari 1971 | Davos      |
| 1500 meter | 2.15,8 | 15 januari 1971 | Davos      |
| 3000 meter | 4.46,5 | 16 januari 1971 | Davos      |

### Wereldrecords
| Nr. | Afstand      | Tijd    | Datum           | Baan   |
| --- | ------------ | ------- | --------------- | ------ |
| 1   | 3000 meter   | 5.04,8  | 29 januari 1967 | Davos  |
| 2   | 3000 meter   | 4.56,8  | 5 maart 1967    | Inzell |
| 3   | minivierkamp | 188,634 | 5 maart 1967    | Inzell |
| 4   | 3000 meter   | 4.54,6  | 3 februari 1968 | Davos  |
| 5   | 1000 meter   | 1.31,0  | 3 maart 1968    | Inzell |
| 6   | 1500 meter   | 2.15,8  | 15 januari 1971 | Davos  |
| 7   | 3000 meter   | 4.46,5  | 16 januari 1971 | Davos  |
| 8   | 1000 meter   | 1.29,0  | 16 januari 1971 | Davos  |
| 9   | minivierkamp | 182,817 | 16 januari 1971 | Davos  |

### Nederlandse records
| Nr. | Afstand        | Tijd    | Datum               | Baan       |
| --- | -------------- | ------- | ------------------- | ---------- |
| 1   | 3000 m         | 5.36,4  | 25 januari 1964     | Amsterdam  |
| 2   | minivierkamp   | 213.317 | 24/25 januari 1964  | Amsterdam  |
| 3   | 500 m          | 48,8    | 7 maart 1964        | Deventer   |
| 4   | 1000 m         | 1.37,3  | 8 maart 1964        | Deventer   |
| 5   | 3000 m         | 5.29,9  | 8 maart 1964        | Deventer   |
| 6   | minivierkamp   | 205.366 | 7/8 maart 1964      | Deventer   |
| 7   | 1500 m         | 2.30,8  | 2 januari 1965      | Amsterdam  |
| 8   | 3000 m         | 5.23,1  | 3 januari 1965      | Amsterdam  |
| 9   | minivierkamp   | 203.267 | 2/3 januari 1965    | Amsterdam  |
| 10  | 500 m          | 48,1    | 7 januari 1967      | Amsterdam  |
| 11  | 1500 m         | 2.30,4  | 7 januari 1967      | Amsterdam  |
| 12  | 1000 m         | 1.35,8  | 8 januari 1967      | Amsterdam  |
| 13  | 3000 m         | 5.16,5  | 8 januari 1967      | Amsterdam  |
| 14  | minivierkamp   | 198.883 | 7/8 januari 1967    | Amsterdam  |
| 15  | 500 m          | 46,5    | 18 februari 1967    | Deventer   |
| 16  | 1500 m         | 2.23,0  | 18 februari 1967    | Deventer   |
| 17  | minivierkamp   | 195.384 | 18/19 februari 1967 | Deventer   |
| 18  | 3000 m         | 5.14,6  | 17 december 1967    | Heerenveen |
| 19  | 3000 m         | 5.02,5  | 12 januari 1969     | Heerenveen |
| 20  | minivierkamp   | 194.100 | 11/12 januari 1969  | Heerenveen |
| 21  | 1500 m         | 2.21,5  | 1 februari 1969     | Grenoble   |
| 22  | minivierkamp   | 190.483 | 1/2 februari 1969   | Grenoble   |
| 23  | 1500 m         | 2.15,8  | 15 januari 1971     | Davos      |
| 24  | 1000 m         | 1.29,0  | 16 januari 1971     | Davos      |
| 25  | 3000 m         | 4.46,5  | 16 januari 1971     | Davos      |
| 26  | minivierkamp   | 182.817 | 15/16 januari 1971  | Davos      |
| 27  | sprintvierkamp | 180.220 | 20/21 februari 1971 | Inzell     |

NB: Nederlandse records konden tot het seizoen 1969 alleen in Nederland worden gereden.

### Adelskalender
Stien Kaiser heeft drie periodes aan de top van de Adelskalender gestaan: eerst van 5 maart 1967 tot 23 februari 1969 (721 dagen), een tweede keer van 16 januari 1971 tot 17 januari 1971 (1 dagen) en ten slotte van 21 februari 1971 tot 16 januari 1972 (329 dagen). In totaal heeft Stien Kaiser 1126 dagen aan de top van de Adelskalender gestaan.
Hieronder staan de persoonlijke records (PR's) waarmee Stien Kaiser aan de top van de Adelskalender kwam en de PR's die zij had staan toen hij van de eerste plek verdreven werd. Tevens zijn de gegevens weergegeven van de schaatssters die voor en na haar aan de top van de lijst stonden.
| Datum      | 500 m | 1000 m  | 1500 m | 3.000 m | Punten  | Voorganger / Opvolger |
| ---------- | ----- | ------- | ------ | ------- | ------- | --------------------- |
| 15-03-1964 | 44,9  | 1.32,8  | 2.19,0 | 5.05,5  | 188,549 | Inga Artamonova       |
| 05-03-1967 | 45,8  | 1.32,0  | 2.22,1 | 4.55,7  | 188,449 |                       |
| 22-02-1969 | 45,4  | 1.31,0  | 2.18,9 | 4.53,2  | 186,066 |                       |
| 23-02-1969 | 45,5  | 1.30,9  | 2.18,5 | 4.50,3  | 185,499 | Ans Schut             |
| 18-01-1970 | 43,32 | 1.29,4  | 2.17,8 | 4.54,6  | 183,053 | Nina Statkevitsj      |
| 16-01-1971 | 45,3  | 1.29,0  | 2.15,8 | 4.46,5  | 182,816 |                       |
| 17-01-1971 | 43,32 | 1.29,4  | 2.17,8 | 4.53,0  | 182,786 | Nina Statkevitsj      |
| 21-02-1971 | 45,22 | 1.29,0  | 2.15,8 | 4.46,5  | 182,737 |                       |
| 16-01-1972 | 43,32 | 1.28,82 | 2.17,8 | 4.48,83 | 181,801 | Nina Statkevitsj      |

## Resultaten
| Jaar | NK Allround  | EK Allround            | WK Allround     | WK Sprint                | Olympische Spelen                    |
| ---- | ------------ | ---------------------- | --------------- | ------------------------ | ------------------------------------ |
| 1964 | · (, )       |                        |                 |                          |                                      |
| 1965 | · (, )       |                        | · (, , 4e, )    |                          |                                      |
| 1966 | · (, 8e, , ) |                        | · (20e, , )     |                          |                                      |
| 1967 | · (, )       |                        | · (4e, , )      |                          |                                      |
| 1968 | · (, )       |                        | · (6e, , )      |                          | 14e 500m · 10e 1000m · 1500m · 3000m |
| 1969 | · (, , 4e, ) |                        | · (18e, , 5e, ) |                          |                                      |
| 1970 | · (4e, , )   | · (9e, , 6e, )         | · (15e, , 8e, ) | 18e (21e, 12e, 19e, 14e) |                                      |
| 1971 | · (, )       | 7e · (10e, , 10e, )    | · (17e, , )     | 4e · (16e , 12e, 4e)     |                                      |
| 1972 | · (5e, , )   | 11e (21e, 7e, 11e, 7e) | · (8e, , )      | 10e · (14e, 6e, 13e, )   | 1500m · 3000m                        |

### Medaillespiegel
| Kampioenschap          | Goud | Zilver | Brons |
| ---------------------- | ---- | ------ | ----- |
| NK Allround Klassement | 6    | 2      | 1     |
| NK Allround Afstanden  | 18   | 8      | 6     |
| EK Allround Klassement | 0    | 1      | 0     |
| EK Allround Afstanden  | 0    | 1      | 3     |
| WK Allround Klassement | 2    | 4      | 2     |
| WK Allround Afstanden  | 8    | 11     | 3     |
| Olympische Spelen      | 1    | 1      | 2     |

Verné Lesche · 
Valentina Koeznetsova · 
Serafima Paromova · 
Laila Schou Nilsen · 
Olga Akifjeva · 
Rimma Zjoekova · 
Tamara Rylova · 
Inga Artamonova · 
Stien Kaiser · 
Ans Schut · 
Nina Statkevitsj · 
Tatjana Averina · 
Galina Stepanskaja · 
Natalja Petroeseva · 
Andrea Mitscherlich · 
Karin Enke · 
Gabi Zange · 
Gunda Niemann · 
Claudia Pechstein · 
Anni Friesinger · 
Cindy Klassen
1960: Lidia Skoblikova ·
1964: Lidia Skoblikova ·
1968: Ans Schut ·
1972: Stien Baas-Kaiser ·
1976: Tatjana Averina ·
1980: Bjørg Eva Jensen ·
1984: Andrea Schöne ·
1988: Yvonne van Gennip ·
1992: Gunda Niemann ·
1994: Svetlana Bazjanova ·
1998: Gunda Niemann-Stirnemann ·
2002: Claudia Pechstein  ·
2006: Ireen Wüst ·
2010: Martina Sáblíková ·
2014: Ireen Wüst ·
2018: Carlijn Achtereekte ·
2022: Irene Schouten